# Список умерших в 655 году

## Сентябрь
- 16 сентября — Мартин I (57) — Римский Папа (649—653).

## Ноябрь
- 15 ноября:
  - Пенда — король Мерсии (626—655) и Уэссекса (645—648);
  - Этельхер — король Восточной Англии (654—655).

## Дата смерти неизвестна или требует уточнения
- Ашина Шээр — тюрок из рода Ашина, танский военачальник.
- Бургондофара, католическая святая, игумения из Фармутье.
- Императрица Ван — китайская императрица эпохи Тан, первая жена императора Гао-цзуна.
- Каб аль-Ахбар, йеменский иудей, принявший ислам; авторитетный толкователь Корана.
- Кадавайл ап Кинвету — король Гвинеда (634—655).
- Лоингсех мак Колмайн — король Коннахта (649—655).
- Салаберга — святая игумения Лаонская.
- Сигирамнус[англ.] — аббат, святой православной и католической церквей.
- Супруга Сяо — наложница китайского императора Гао-цзуна.
- Фойлан[англ.] — ирландский святой.
- Шишпир — 1-й известный ихшид (властелин) Согда (642—655).
- Этельвальд — король Дейры (651—655).